# 爱德华·卡吉尔
爱德华·鲍斯·卡吉尔（英語：Edward Bowes Cargill，1823年10月9日—1903年8月9日），19世纪商人，曾任新西兰奥塔哥大区达尼丁市议员，并于1897年至1898年担任达尼丁市市长。

## 生平
1823年，爱德华·卡吉尔出生于英国苏格兰首府爱丁堡，是其父亲威廉·卡吉尔的第七子。卡吉尔在爱丁堡接受了早期教育，后随全家移居英格兰，先后在诺里奇学校和佩罗内学校（Perone's School）就读。
14岁时，卡吉尔开始随船出海，曾到澳大利亚和远东游历，六年后成为一名商人。1844年，他定居锡兰，为西印度银行工作。作为一名旅居锡兰的商人，他曾与多家公司合作，曾以尼科尔卡吉尔公司的名义经营杂货、种植园和咖啡出口。1855年，卡吉尔移居到澳大利亚墨尔本，在这里待了两年，从事东方商品进口。
1857年，爱德华·卡吉尔迁居到新西兰奥塔哥的达尼丁。他父亲早在1847年便迁到了该地，并成为奥塔哥殖民地的创始人之一。到该城之初，爱德华·卡吉尔与约翰尼·琼斯合伙，以琼斯卡吉尔公司的名义经营商贸。该公司在墨尔本购入海岸轮船“吉朗号”，成为一家船东公司。奥塔哥淘金热之前，这船是唯一在奥塔哥海岸航行轮船。1859年，琼斯卡吉尔公司解散。爱德华·卡吉尔开始与哥哥约翰·卡吉尔等人合伙经营类似的生意。因为恰逢奥塔哥淘金热，他们的生意非常兴隆，尽管他们厂房曾在1861年末和1864年初两次被烧毁。该公司多年来一直为澳大利亚抵押、土地和金融公司服务，并从事一般的商贸和羊毛出口。由于合伙人的变动，该公司曾以卡吉尔公司、卡吉尔麦克莱恩公司和卡吉尔吉布斯公司等不同名称经营。然而，因为1880年代经济衰退，该公司遭受重大损失，1881年被转让给一家伦敦公司。
卡吉尔曾参与了很多但尼丁企业的创立，如他持有达尼丁水务和天然气公司、奥塔哥和南地投资公司、殖民银行和国民保险公司的股份并担任董事，并曾担任殖民银行两年的总裁，还是莫斯吉尔羊毛公司、新西兰制冷公司、联合轮船公司、韦斯特波特煤炭公司、信托和执行公司以及其他几家公司的董事会成员。
在达尼丁，卡吉尔曾担任意大利代理领事和荷兰副领事达三十六年。1862年，卡吉尔被补选为布鲁斯选区的第三届新西兰议会议员，直至1865年辞职。1862年至1873年间，他曾担任奥塔哥省议会议员，并两度当选奥塔哥省执行委员会委员并担任省秘书。他还曾担任达尼丁镇委员会成员、达尼丁市议会成员、学校委员会成员、高中理事会成员、奥塔哥大学理事会成员。1887年，他参加达尼丁中部选区选举，但败给了弗雷德里克·菲切特。
1897年底，卡吉尔当选为达尼丁市长。当选之时，正值奥塔哥省建省50周年。1903年8月9日，卡吉尔先生于在达尼丁家中去世。

## 家庭
父亲威廉·卡吉尔是奥塔哥殖民地早期开拓者之一，曾担任奥塔哥省省长。
妻子多萝西·杰米玛·内舍姆（Dorothy Jemima Nesham Cargill）是来自英格兰泰恩河畔纽卡斯尔的内舍姆博士的女儿，两人1854年成婚，育有五个女儿，1889年去世。长女玛格丽特出生于1860年，后来嫁给了建筑师弗朗西斯·彼得。次女弗朗西斯·玛丽出生于1861年。幼女海伦出生于1869年，在1897年早逝。

## 备注
1. ↑  一说1861年[1]